# هیاهو (فیلم ۱۹۲۸)
هیاهو (انگلیسی: The Racket) فیلمی در ژانر درام به کارگردانی لوئیس مایلستون است که در سال ۱۹۲۸ منتشر شد. از بازیگران آن می‌توان به توماس میگن، والتر برنان و لوئیس مایلستون اشاره کرد.